# Ciron de la farine
Acarus siro
Pour les articles homonymes, voir Ciron.
Espèce
Synonymes
- Acarus farinae De Geer, 1778[1]
- Aleurobius farinae Canestrini, 1888[1]
- Tyroglyphus farinae (De Geer, 1778)[1]

Acarus siro, le Ciron de la farine, est une espèce d'Acariens de la famille des Acaridae et du genre Acarus dont il s'agit de l'espèce type. Connu sous le nom Tyroglyphus farinae et sous sa vulgarisation « Tyroglyphe de la farine » durant le XIXe siècle et jusque dans les années 1960 avec la révision complète du genre Acarus, il a également reçu de nombreux noms vernaculaires plus ou moins spécifiques tels que « ciron », « mite » ou encore « artison ».
L'adulte du Ciron de la farine est coloré de beige rosâtre et mesure, sans ses appendices buccaux, de 0,32 à 0,65 mm de long, la femelle étant plus grande que le mâle. Présent dans la plupart des pays du monde, il est l'espèce d'acariens commensale des activités humaines la plus importante, se nourrissant essentiellement des céréales et de leurs sous-produits. Mais ses choix alimentaires sont beaucoup plus larges, allant des fromages aux fourrures animales en passant par les nids d'oiseaux et les colonies d'abeilles. Son cycle de vie est de trois mois environ et passe par les stades successifs œuf, larve, hypope et adulte. Ses besoins biologiques, en plus de son alimentation, sont une forte humidité idéalement de 80 % et une température supérieure à 24 °C. En cas de pénurie, il est capable de survivre dans un stade léthargique de diapause. Ses déplacements peuvent être assurés par les puces.
Il s'agit d'un ravageur des denrées stockées notamment des céréales lorsqu'elles sont mal conservées et humides ainsi que des fromages dans les laiteries et crèmeries. C'est également un vecteur d'allergies, surtout chez les professionnels. Afin d'éviter les infestations, sont conseillés une bonne aération et un simple nettoyage. En cas de nécessité, l'usage d'acaricides chimiques ou naturels se révèle très efficace, tout comme la congélation. Cette espèce est également un acarien du fromage sélectionné depuis au moins le XIVe siècle pour affiner quelques fromages en France afin d'améliorer leurs caractéristiques organoleptiques telles que leur goût, la texture de leur croûte extérieure et leur apparence. 
Jusqu’à la mise au point des premiers microscopes au cours de la seconde moitié du XVIIe siècle, il est considéré, avec ses espèces proches, comme le plus petit animal connu. Sous le nom de ciron, il est devenu un symbole de l'extrême petitesse en littérature. Cependant, la célèbre citation de Blaise Pascal prenant le Ciron pour un reflet inversé de l’infini de l’Univers désigne réellement l'acarien vecteur de la gale, le Sarcopte.

## Dénominations

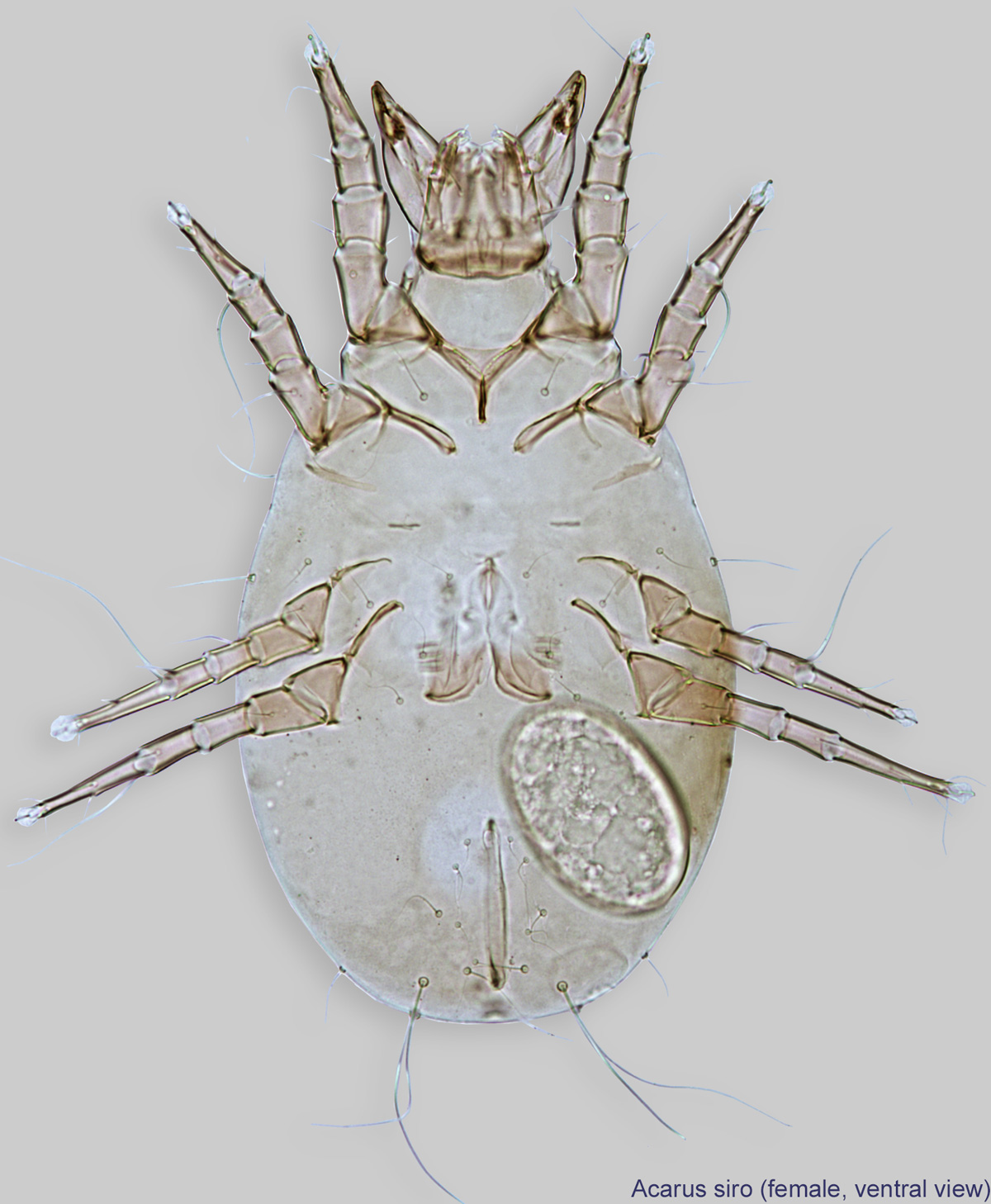
Acarus siro, vue ventrale d'une femelle portant la prochaine génération.

### Noms scientifiques
C'est l'humaniste provençal Nicolas-Claude Fabri de Peiresc qui en donne la première description[réf. nécessaire]. Mais cette espèce est formellement décrite par le naturaliste suédois Carl von Linné en 1758 et nommée selon sa méthode binomiale Acarus siro. Il en reconnaît deux variétés différenciées par leurs habitats, A. siro var. farinae et A. siro var. scabiei ; il pense alors que les enfants attrapent de la gale en jouant avec les acariens présents sur les déchets de farine. En 1778, son élève et compatriote Charles de Geer les considère comme des espèces à part entière sous les noms Acarus farinae et Acarus scabiei. Le Danois Johan Christian Fabricius les interprète en 1775 comme étant deux espèces radicalement différentes, la première étant l'acarien de la farine et du fromage et la deuxième l'acarien de la gale. En accord avec cette idée, le Français Pierre-André Latreille place en 1796 la première espèce dans le genre Tyroglyphus, sous le nom Tyroglyphus farinae, et la deuxième dans le genre Sarcoptes, sous le nom  Sarcoptes scabiei, ce que confirme le Néerlandais Anthonie Cornelis Oudemans en 1913. Le Ciron de la farine est aussi momentanément déplacé dans le genre Aleurobius par l'Italien Giovanni Canestrini en 1888, sous le nom Aleurobius farinae. Tyroglyphus farinae est le nom sous lequel l'espèce est connue durant le XIXe siècle et la première moitié du XXe,.
Ce sont les travaux de révision du genre Acarus  au cours des années 1960 menés par l'acarologue britannique Donald Alister Griffiths qui recentrent cette espèce autour de la description de Linné, tout en créant de nouvelles scissions. Les genres Tyroglyphus et Aleurobius sont alors détricotés et considérés comme des synonymes juniors d'Acarus ; l'espèce prenant son nom correct actuel Acarus siro,,.

### Noms français

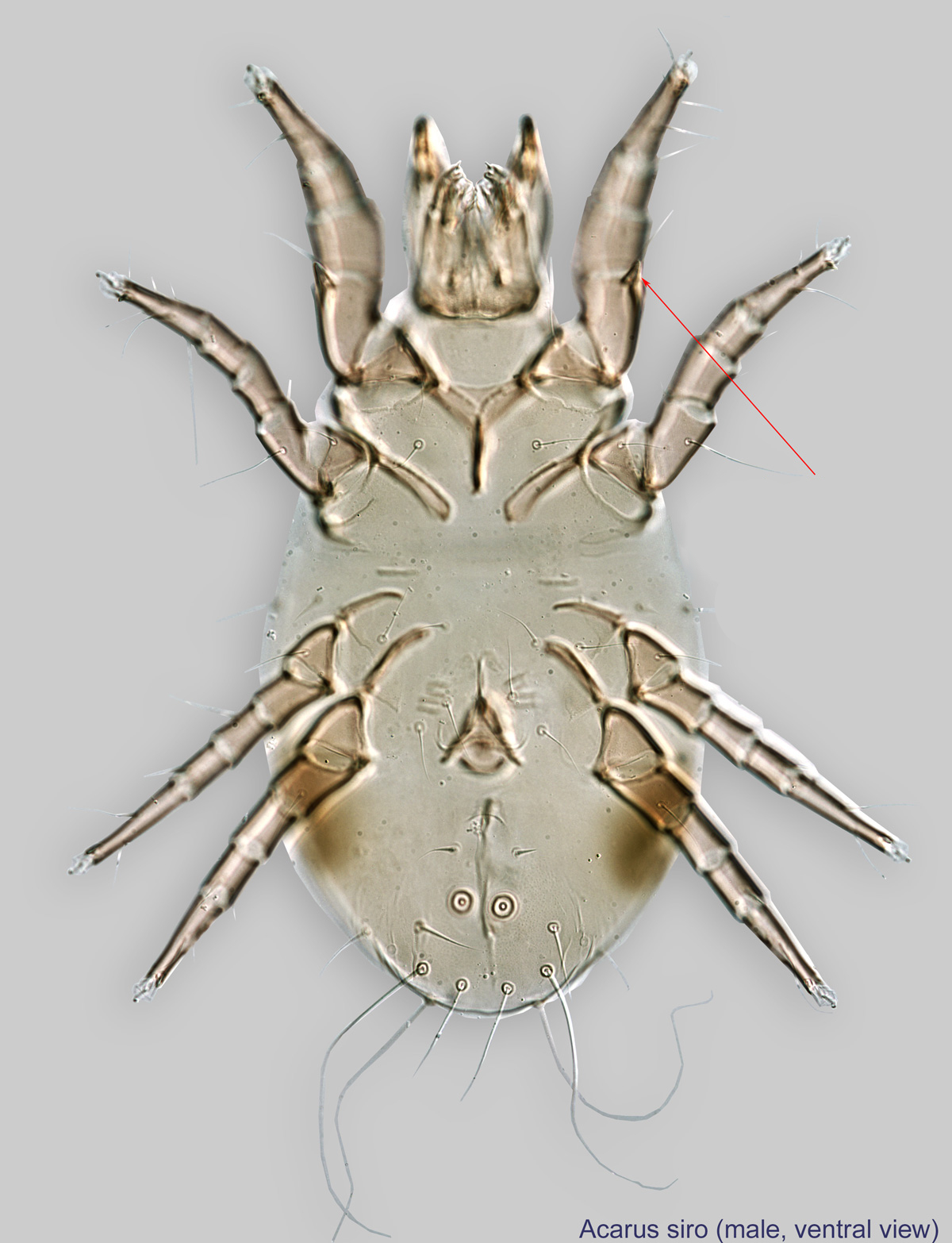
Acarus siro, vue ventrale du mâle.

#### Ciron
Pour un article plus général, voir ciron.
L'espèce est nommée en français sous le nom normalisé et vernaculaire « Ciron de la farine, » ainsi que sous les noms normalisés issus de la vulgarisation des noms scientifiques « Aleurobie de la farine » et « Tyroglyphe de la farine ».
Le mot « ciron » suit, au cours de son histoire, deux parcours parallèles à partir du XIIe siècle. Le premier parcours, populaire et naturaliste, désigne l'ensemble des acariens microscopiques vivant sur les aliments, les détritus, les végétaux et les fourrures animales ainsi que des insectes vivant dans le bois et produisant des vermoulures rappelant la poudre du Ciron de la farine. Le deuxième parcours, médical, désigne la gale et son agent pathogène le Sarcopte (Sarcoptes scabiei). Seule l'utilisation d'une épithète spécifique permet alors de définir une espèce précise. Le terme « ciron »  est attesté depuis 1200 en « cirun » et la deuxième moitié du XIe siècle sous la forme « seiron » qui proviennent du francique « seuro » du bas latin « siriones ». Ce dernier pourrait provenir du grec ancien Σίρόσ (« cavité »), une allusion à l'habitat de l'acarien de la gale. Une autre hypothèse indique que « ciron » serait étymologiquement lié au mot « cire », où l'animal serait né selon Aristote,,,,.

#### Artison
Cette espèce est également nommée de son nom vernaculaire « artison », modifié régionalement en « artisou », « artisoul », « artuison », « artuizon », « artaison », « arto », « arte », « artaise » et « arthes ».
Le mot « artison », issu du provençal, est attesté depuis le XIIIe siècle sous la forme « artoizon » avec pour définition « insecte qui ronge le bois, les pelleteries et les étoffes ». Il se rattache à l'ancien occitan « arta » signifiant « insecte qui ronge les toisons » » et à « arti » (« irriter »). Dans le contexte de la fromagerie, il désigne les acariens du fromage et plus particulièrement Acarus siro. L'origine de ce mot est obscure et controversée : il se rattacherait au latin « tarmes » désignant « un termite, un ver de viande » mais la suppression phonétique du « t » initial est problématique, ou au latin « artarer » (« serrer, gainer ») ou encore plus simplement « arto » (« teigne »). Ce terme pourrait également provenir du gaulois « darbita » désignant la maladie de peau de la dartre. Enfin, la sagesse populaire lui prête une liaison avec le mot « artisan » et sa force de travail, sans qu'elle soit étymologiquement justifiable.

#### Mite
Les acariens du fromage sont également connus sous le nom de « mite » principalement aux XVIe et XVIIe siècles comme l'attestent les nombreuses définitions données par les dictionnaires de cette époque à l'instar de la première édition du dictionnaire de l'Académie française de 1694. Cet usage se perpétue dans le nom « mite de la farine », qui désigne aussi bien le Ciron de la farine que les lépidoptères Pyrales de la farine.

## Description

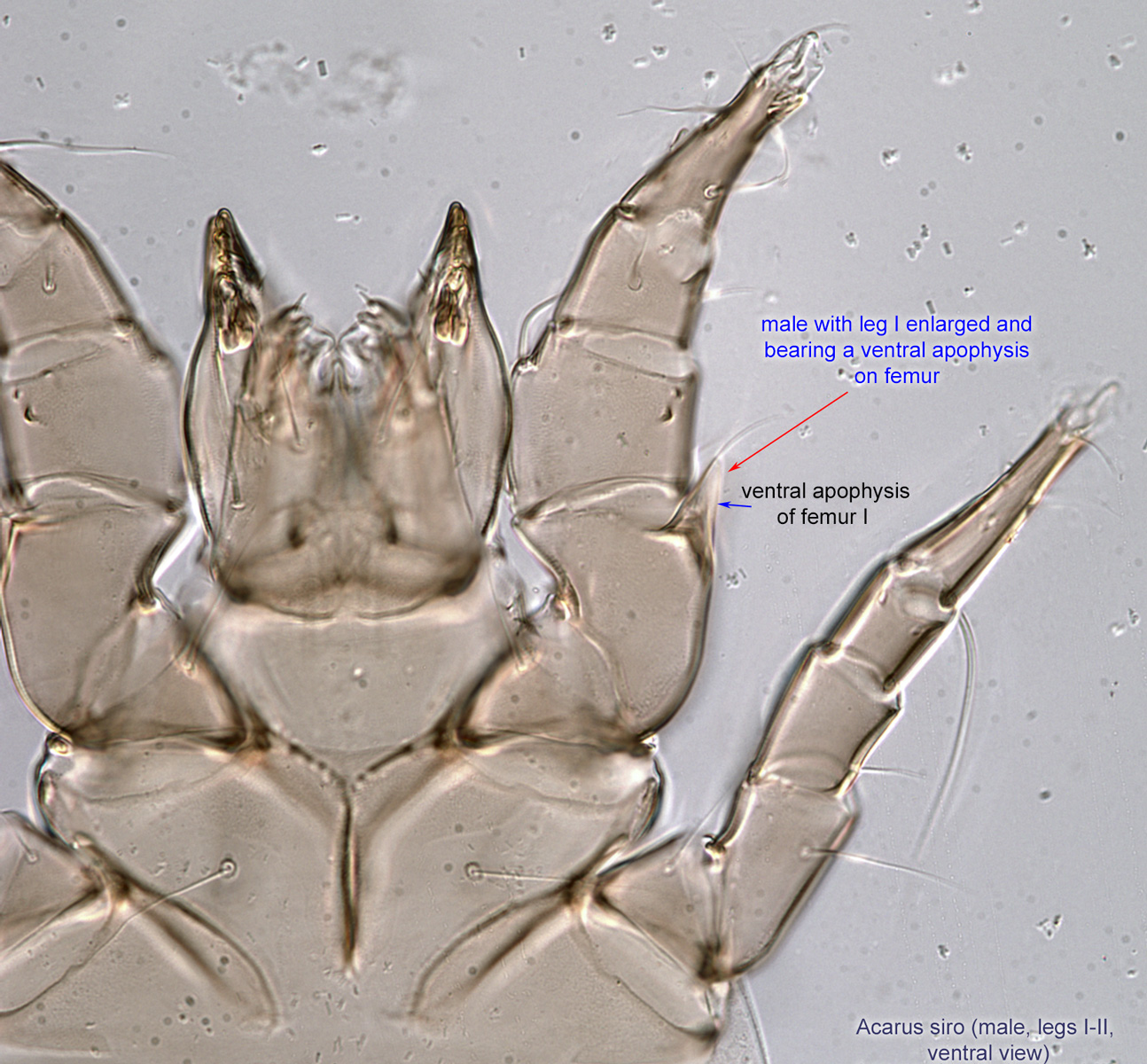
Appendices buccaux et patte avant du mâle. La détermination du sexe et du genre Acarus est possible grâce aux deux pattes avant élargies et munies d'une épine ventrale (flèche).

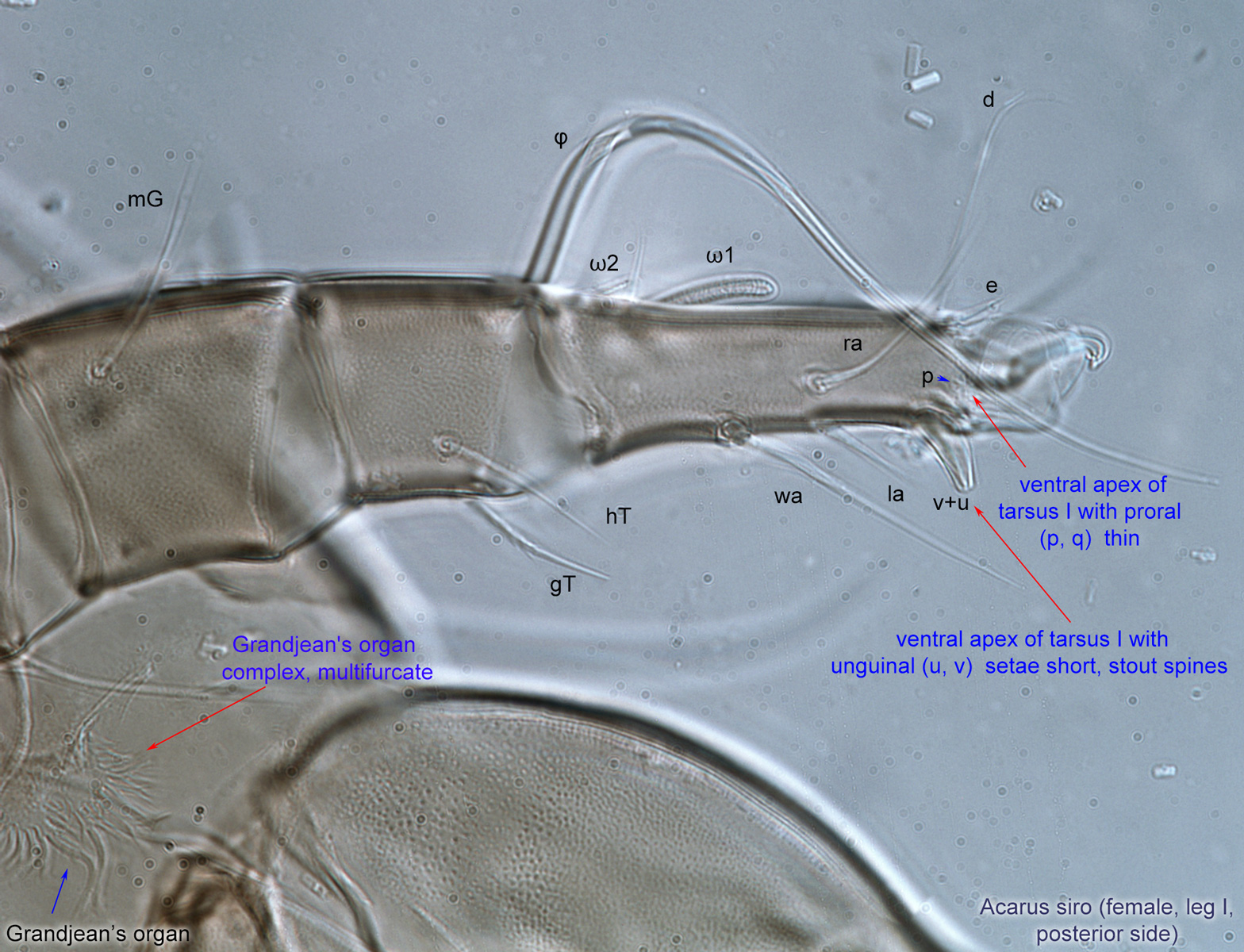
Patte avant de la femelle. La détermination d'Acarus siro stricto sensu est possible grâce à la forme effilée et non terminée en massue du solenidium, marqué du symbole ω1.

Le Ciron de la farine adulte est un acarien coloré de beige rosâtre et présentant huit pattes et des appendices jaune brunâtre. Le corps de la femelle, sans ses pédipalpes ni ses chélicères, mesure de 350 à 650 μm de long tandis que celui du mâle mesure de 320 à 460 μm de long.
Les caractéristiques des adultes communes au genre Acarus sont la première paire de patte du mâle élargie et son fémur portant une épine ventrale ainsi que les griffes non fendues en deux de la femelle. D'autres caractères secondaires sont plus ou moins génériques et utiles à la détermination comme la longueur du corps, la forme du corps et des pattes, la longueur de certaines soies et l'emplacement de l'anus et des organes génitaux,
Acarus siro représente un Complexe d'espèces cryptiques différencié des autres espèces du genre Acarus par son habitat et la taille relative de ses soies dorsales. Ce groupe est composé de trois espèces proches Acarus siro stricto sensu, Acarus farris et Acarus immobilis ; les deux premières étant morphologiquement très proches et se différenciant par la forme et l'angle de poils particuliers du premier et du deuxième tarses de la femelle nommés « solenidia » (singulier : solenidium),.

## Écologie
Le Ciron de la farine est l'espèce d'acariens commensales des activités humaines la plus importante en termes de présence sur les denrées stockées. Il est distribué sur la majeure partie de la planète,.
Il se nourrit principalement de grains de céréales comme l'orge, le blé, l'avoine, le sarrasin et le maïs ainsi que de leurs produits associés comme la farine, les biscuits et les pâtes sèches. Mais il a également été identifié dans les balles de foin, sur les graines de persicaire, de lin, de moutarde et de trèfle, dans du houblon et du tabac ainsi que dans la litière de poulailler et sur le fromage,.
Acarus siro a également été récolté sur des rongeurs comme le Campagnol roussâtre, le Rat noir et le Rat brun, sur un Pinson mort et dans des nids d'oiseaux comme ceux de l'Hirondelle ainsi que dans la fourrure d'un Castor européen. A. siro a aussi été récolté dans des colonies d'Abeille européenne, d'Abeille asiatique et de Bourdon des champs où il se nourrit préférentiellement de pain d'abeille.
L'hypope peut s'attacher de manière opportuniste à tout Arthropode porteur qu'il trouve à proximité et l'utilise pour se disperser dans un nouvel habitat. Dans cette association phorétique, l'hôte peut être une Puce, un coléoptère, une mouche ou un gros acarien ; l'abeille étant un hôte tout à fait probable, mais non demontré.
Dans le complexe d'espèces cryptiques que représente le Ciron de la farine, où les trois espèces peuvent parfois cohabiter, Acarus siro stricto sensu semble être l'espèce dominante.
Les acariens Blattisocius dentriticus et Cheyletus eruditus sont des prédateurs d'Acarus siro qui exercent une pression limitante sur son abondance, la seconde espèce étant également prédatrice de la première et pouvant être cannibale en cas de nécessité. Cependant, il semble que les fluctuations de leurs populations respectives soient plus liées à la synchronisation de leurs stades de développement qu'à une prédation agressive.

## Cycle de vie

Cycle de vie de l'Aoûtat (Trombicula autumnalis). 1.œufs ; 2.larve ; 3.hypope ; 4.adulte.

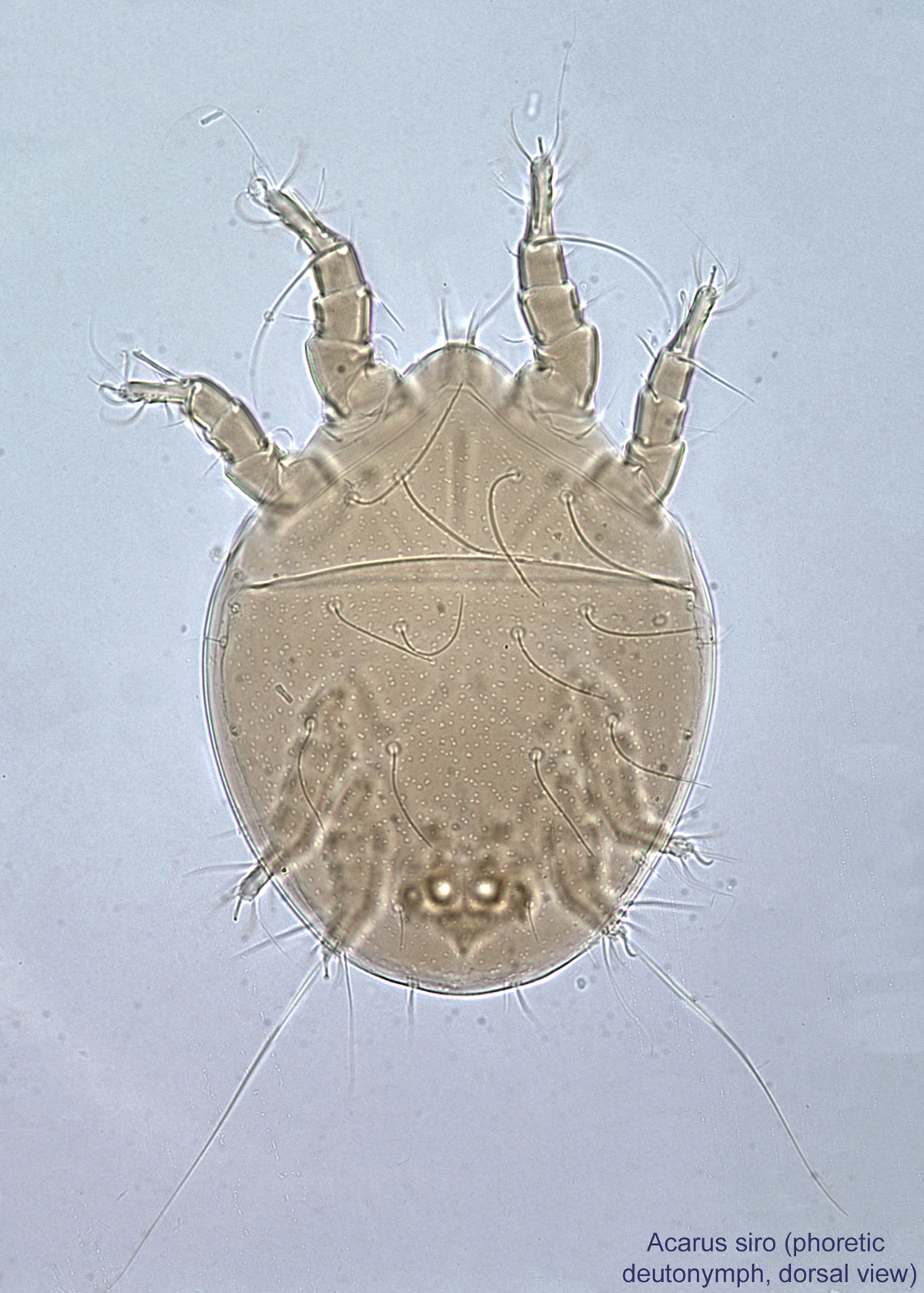
Acarus siro, vue dorsale d'un hypope, le stade de développement mobile intermédiaire entre la larve et l'adulte.

Comme de nombreux acariens, le Ciron de la farine suit plusieurs stades de développement durant son cycle de vie : œuf, larve, hypope et adulte ; tout en ayant deux stades de métamorphose immobile intermédiaires. Plus précisément et en utilisant le vocabulaire scientifique dédié, ces stades sont : œuf, protochrysalide (stade de métamorphose immobile équivalent à pré-larve), larve, protonymphe (stade de métamorphose immobile), deutonymphe (termes équivalent à hypope), tritonymphe (stade de métamorphose immobile) et imago (termes équivalent à adulte),.
La durée de vie de l'animal est d'à peu près 60 jours. La femelle produit pendant son existence près de 200 œufs, pondus sur le substrat ou conservés dans son utérus jusqu'à l'éclosion. Ce stade est résistant aux températures extrêmes et à la dessiccation. De cet œuf naît la pré-larve qui est un stade immobile ne se nourrissant pas ; qui devient une larve, une forme active se nourrissant qui mue pour produire une protonymphe qui ressemble à l'adulte à l'exception de sa taille plus petite et de ses ornementations externes. Cette nymphe se transforme en hypope qui ne s'alimente pas et qui est morphologiquement adapté aux conditions environnementales défavorables où il peut survivre en état de diapause léthargique pendant plusieurs semaines en attendant d'éventuelles conditions plus clémentes. Il possède également des structures d'agrippement spécialisées qui lui permettent d'adhérer à ses hôtes pour se déplacer. De cet hypope naît une tritonymphe immobile, puis le stade adulte qui est atteint au bout de dix-neuf jours. L'accouplement commence immédiatement après la métamorphose, et a lieu plusieurs fois par jour. La ponte débute quatre jours après la fécondation, et s'étale sur vingt jours. Les éléments favorables au développement du Ciron, outre l'abondance de la nourriture, sont une humidité supérieure à 60% avec un optimum situé entre 80 et 85 % et une température située entre 24 et 32 °C,,,,.

## Infestation
Pour des articles plus généraux, voir Stockage des céréales et Allergie aux acariens.

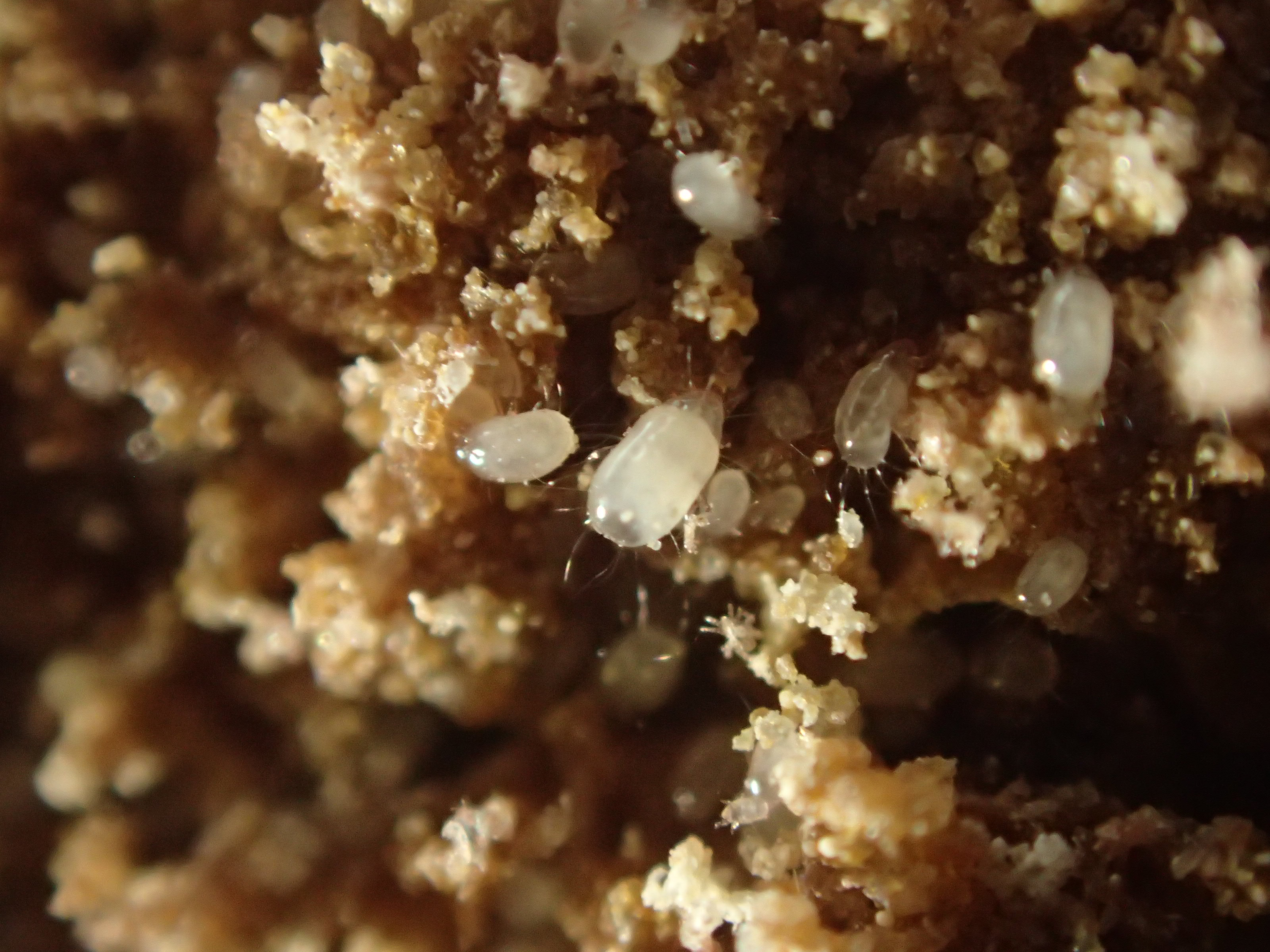
Acarus siro lato sensu sur un fromage aux artisons.

Le ciron fait partie des acariens de « stockage ». Il infeste souvent les lieux d'entreposage des céréales et de leurs sous-produits allant des silos à grains jusqu'aux habitations ainsi que les fromages dans les laiteries et crèmeries. Il passe généralement inaperçu jusqu'à ce qu'il se développe massivement en devenant ravageur quand les conditions de son développement sont réunies à savoir nourriture abondante, chaleur et humidité élevées, les grains étant consommés à partir d'un taux d'humidité de 14 %. Ces conditions de stockage sont courantes pour la maturation du fromage, ce qui rend difficile la prévention des infestations. Sa présence devient visible avec ce qui s'apparente de loin à de la poussière blanchâtre ou brunâtre. On se rend compte en s'approchant que celle-ci bouge, signe qu'il s'agit en réalité d'un amas de cirons mouvant. Cette infestation prend une odeur de menthe caractéristique.
L'infestation d'Acarus siro dans les céréales défavorise leur germination et diminuent la qualité de leurs acides lipidiques et leur valeur nutritionnelle pour les animaux,. Sur les fromages, l'infestation créé des pertes parfois importantes. Sa prolifération excessive peut également déranger, alors qu'il est inoffensif pour les personnes non sensibilisées. L'espèce est parfois impliquée dans l'allergie aux acariens, surtout chez les professionnels, chez qui elle peut provoquer de graves dermatites et rhinites,.
Pour éviter les infestations, les grains des silos doivent être aérés et/ou parfois lavés. Dans les habitations, principalement dans les cuisines, elles peuvent être évitées si les denrées sont correctement hermétiquement conservées et les pièces non surchauffées et correctement aérées afin d'éviter l'humidité. En cas d'infestation, un simple nettoyage, une élimination de toute nourriture à proximité et une bonne ventilation suffisent à en venir à bout. Les Cirons mettent alors quelques semaines à disparaître, par diminution progressive de leur population. Il est toutefois normal d'avoir une présence de cirons chez soi, celui-ci étant présent, comme d'autres acariens, dans la majorité des habitations.
Il est possible d'y adjoindre l'utilisation de produits acaricides dans les zones concernées. Parmi eux, nombreux sont les produits efficaces. Un seul traitement au benzoate de benzyle réduit les populations d'Acarus siro à néant pendant deux années. De leurs côtés, les huiles essentielles de clou de girofle, de thym, de romarin et d'agrumes se sont également montrées utiles. De plus, un passage en congélation à −18 °C durant au moins 72 heures tue également la totalité des cirons. Néanmoins, des résistances sont apparues chez les acariens comme pour le lindane, dès lors inutilisable dans ce cadre.

## Usages en fromagerie
Pour un article plus général, voir Acarien du fromage.

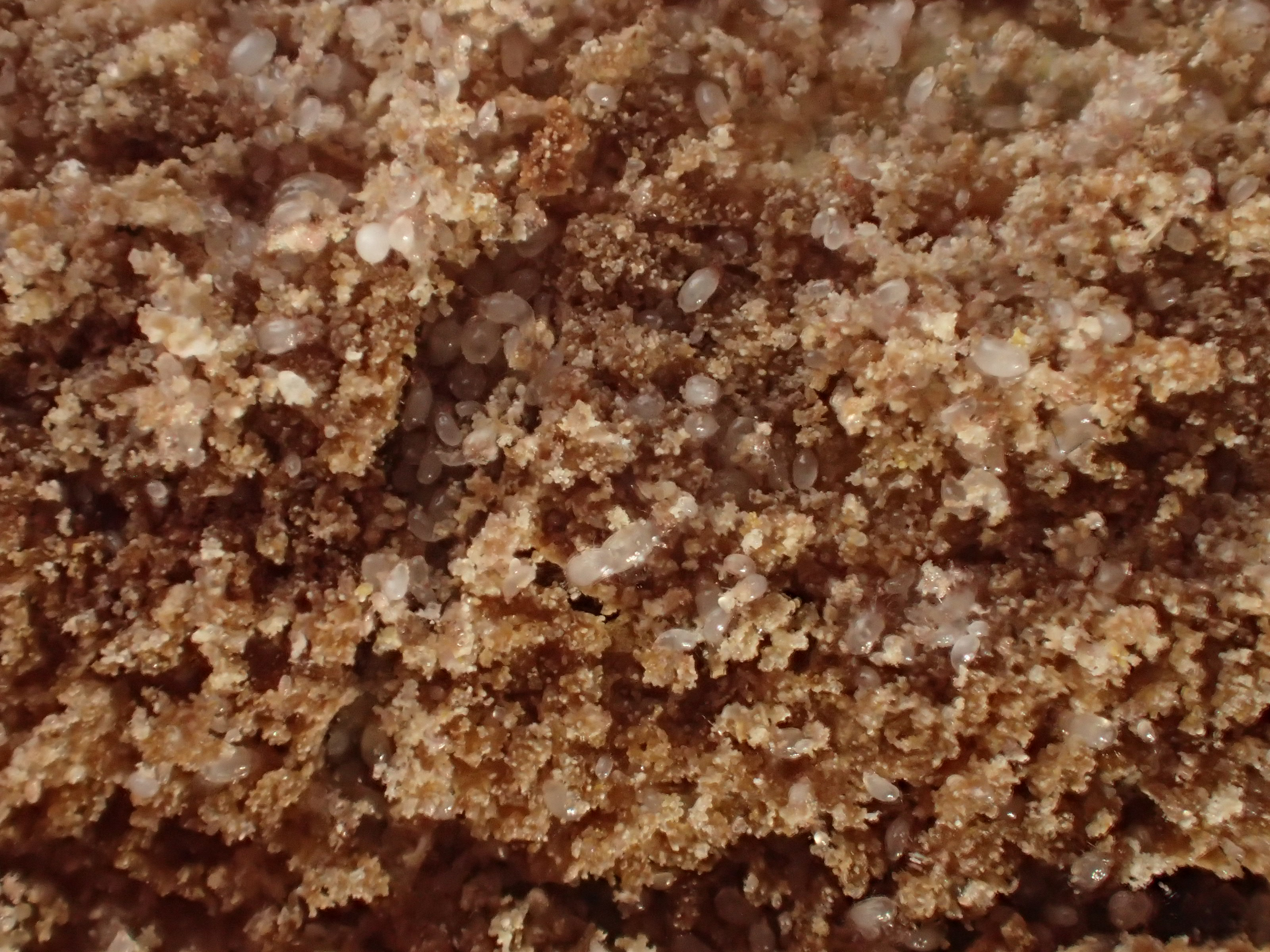
Acarus siro lato sensu sur un fromage aux artisons.

L'utilisation d'acariens pour affiner les fromages est une ancienne tradition pratiquée surtout en France et en Allemagne. Par exemple, les première preuves de fabrication du fromage aux artisons datent du XIVe siècle. Le Ciron de la farine est utilisé sous forme de poudre à étaler sur la surface des fromages lors de leur affinage. Que ce soit sur le caillé, le fromage doux, l'entre-deux ou le vieux, Acarus siro a la même capacité de reproduction. Seuls les fromages très jeunes ne sont pas colonisés en raison de la présence de couches huileuses dans lesquelles les larves se noient. Ces acariens percent et façonnent la croûte qui peut « respirer » et obtenir une saveur et un arôme particulier de noix fruité ainsi qu'un parfum aromatique citronné lié au néral. Cependant, les composés sécrétés par les acariens ne sont pas directement ajoutés au fromage pendant l'affinage. Ainsi consommer sa croûte et ses acariens est indispensable pour profiter pleinement de sa saveur citronnée. D'autres espèces d'acariens du fromage sont aussi employées à cet usage, comme Tyrolichus casei pour fabriquer le Milbenkäse en Allemagne. L'analyse des composés volatiles des différentes espèces d'acariens montre qu'il n'y a pas de différences organoleptiques entre elles.
En France, le Ciron de la farine est notamment utilisé pour affiner le fromage aux artisons du Velay, la mimolette vieille (ou boule de Lille) et certaines tommes, à l'instar de la tomme céronnée de Savoie, la tomme de cantal et quelques tommes des Pyrénées, ainsi que des marques commerciales comme la tomme de Rhuys et l'Estival, ou encore des fromages familiaux sans noms,.
Aux États-Unis, la mimolette est interdite d'importation depuis 2013 par la Food and Drug Administration à cause de ces animaux.

Quelques fromages aux Cirons de la farine
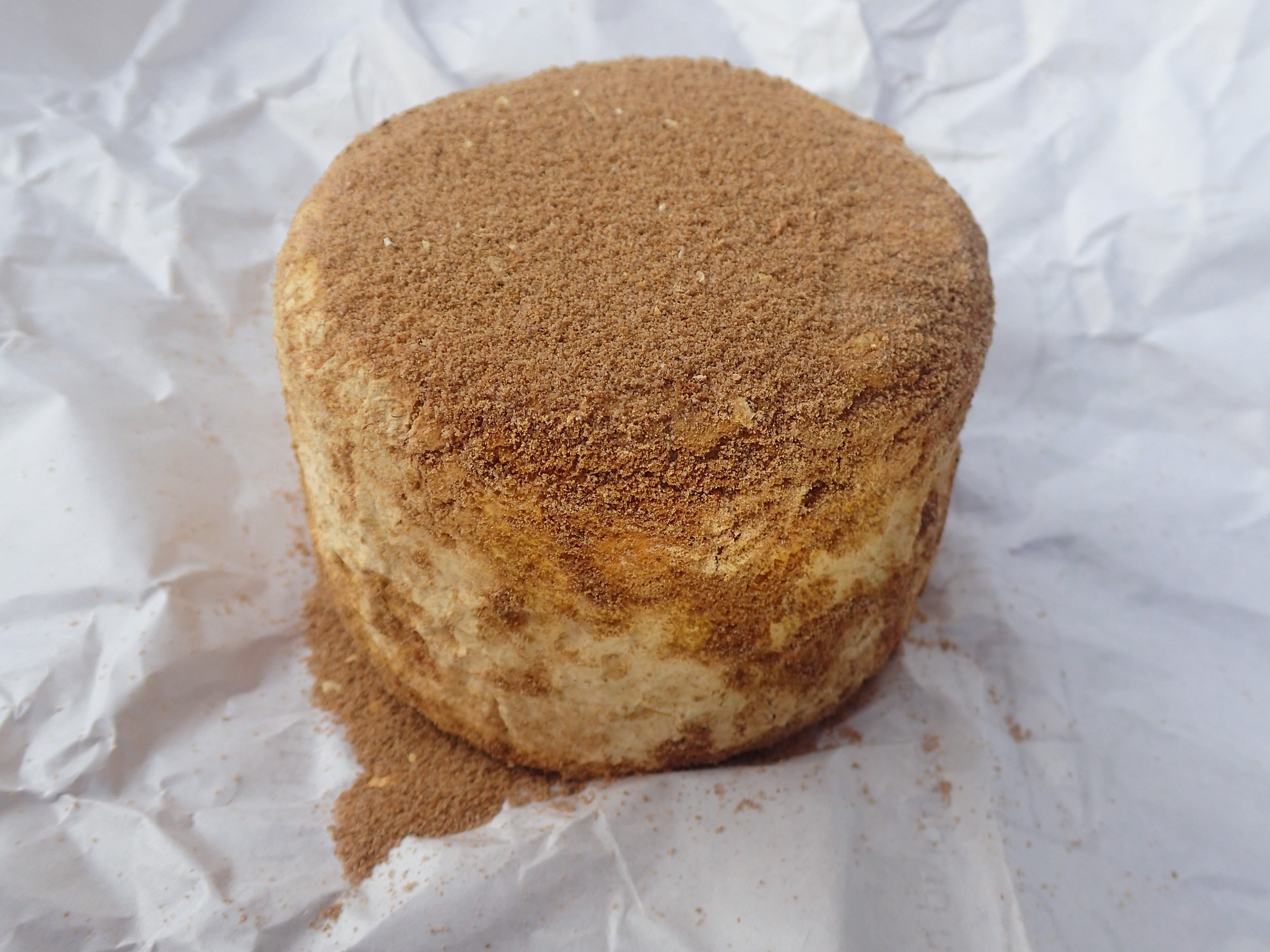
Fromage aux artisons (Velay).
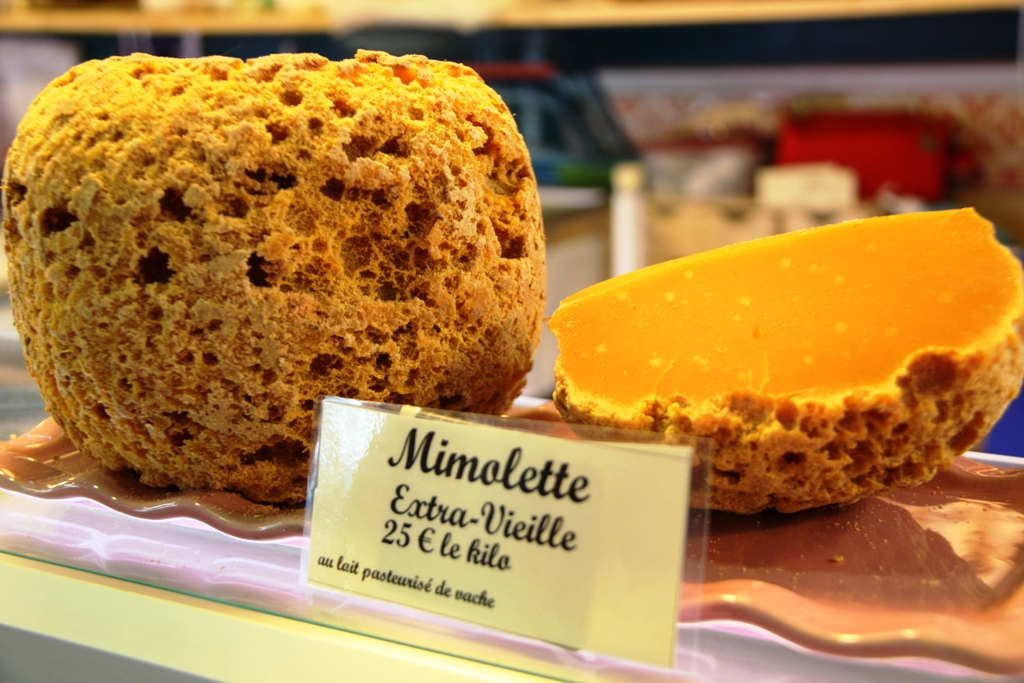
Mimolette vieille (ou Boule de Lille).
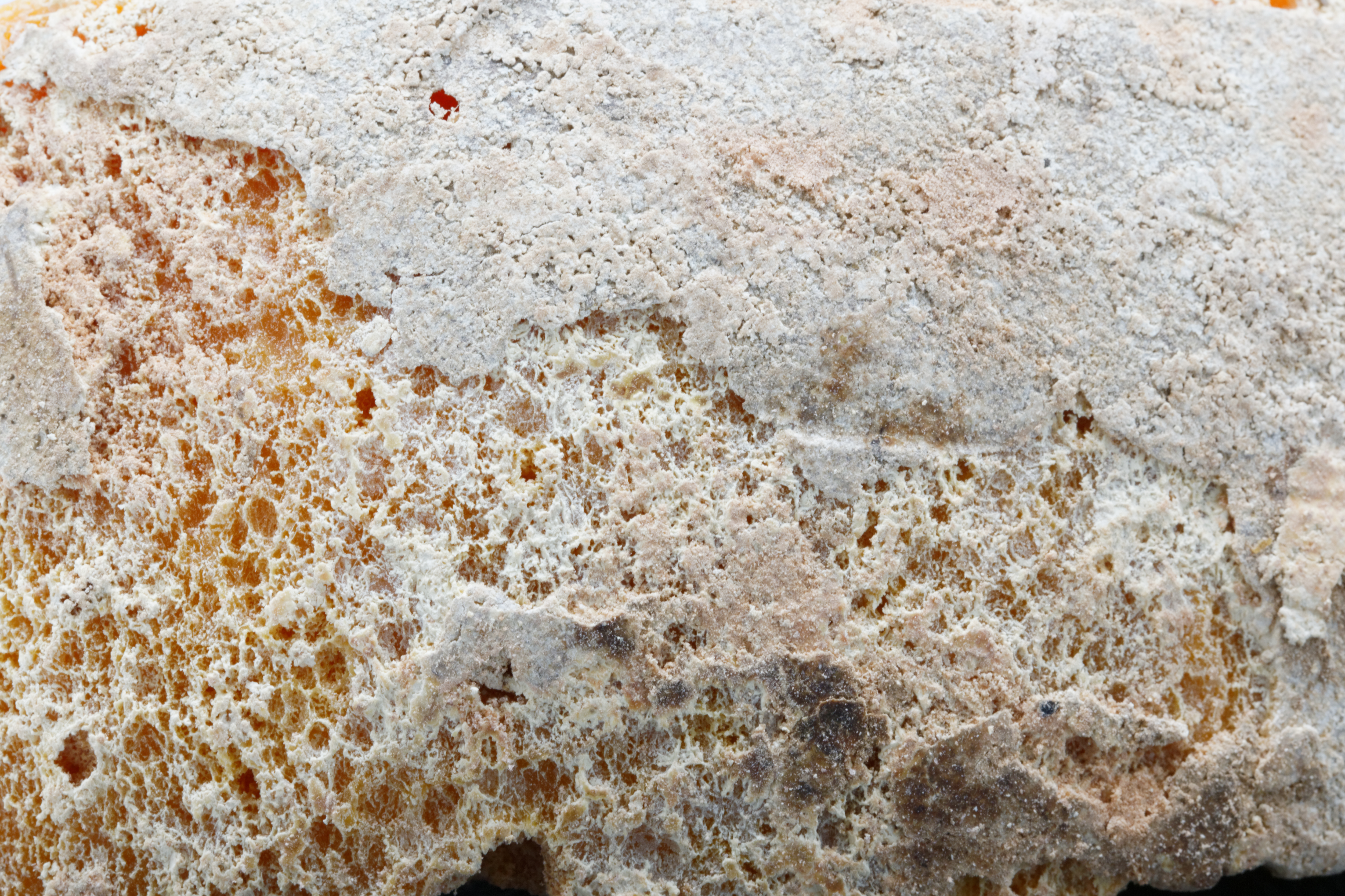
Croûte de mimolette.
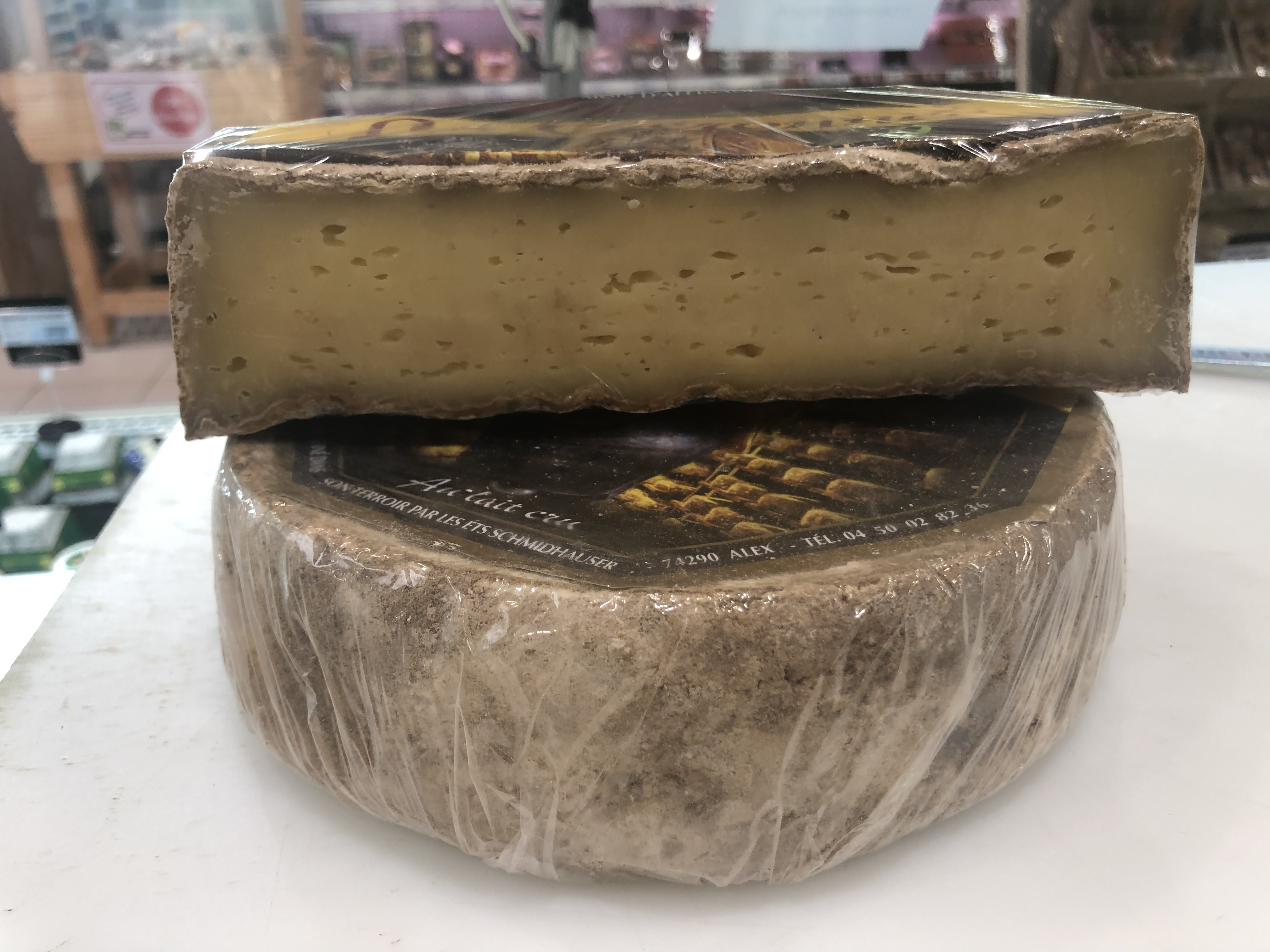
Tomme céronnée (Savoie).
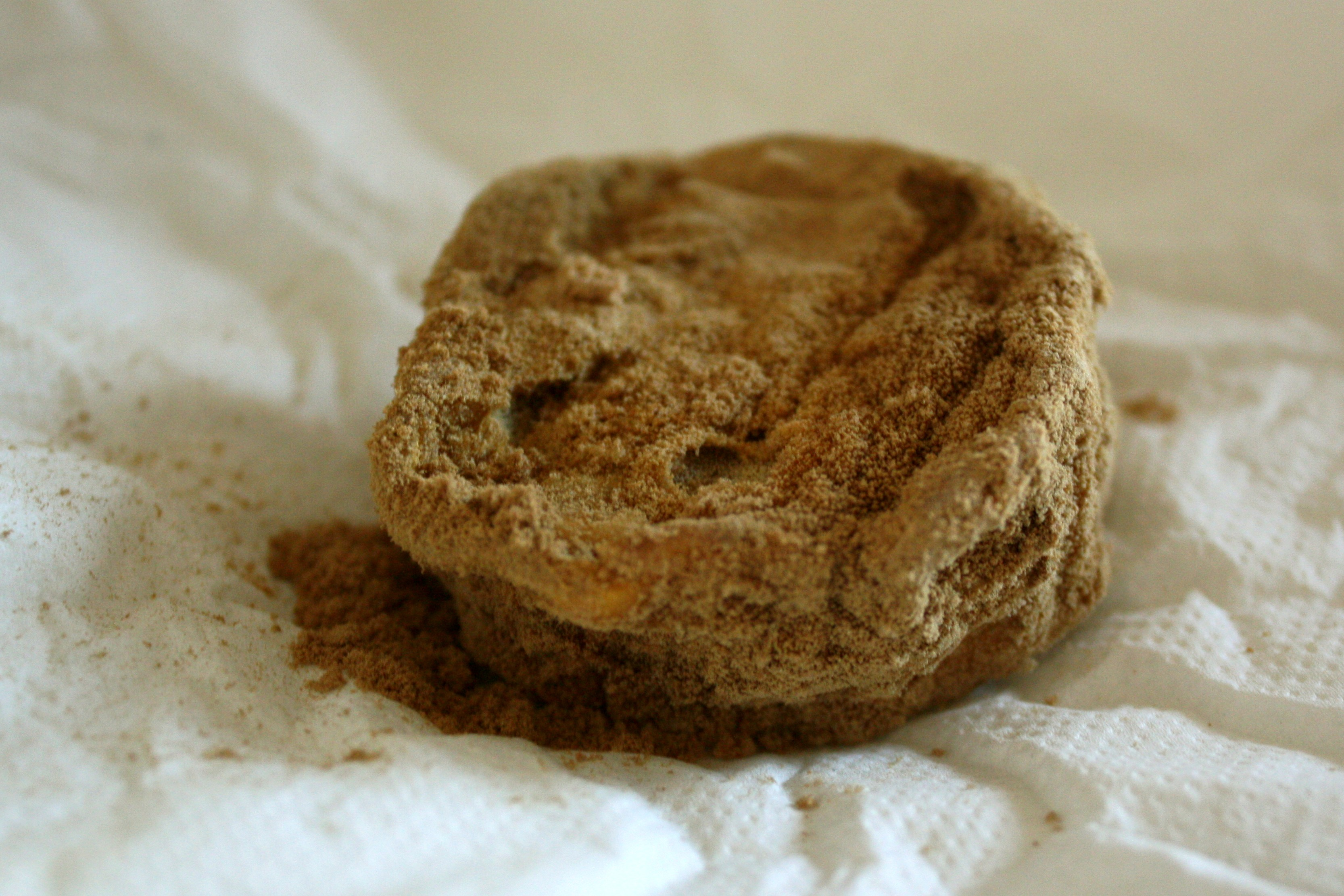
Fromage de chèvre.

## Symbole de l'extrême petitesse en littérature
Jusqu’à la mise au point des premiers microscopes au cours de la seconde moitié du XVIIe siècle, le ciron est considéré comme le plus petit animal connu,. Comme le déclarent Daubenton et Venel en 1751 dans l'encyclopédie de Diderot et d'Alembert, il est « si petit qu'on le prend souvent pour objet de comparaison, lorsqu'on veut donner l'idée du petit volume, d'une chose presque imperceptible. » Il sert ainsi d'exemple pour symboliser l'extrême petitesse, à l'instar du mot « atome » qui avait jusqu'au XVIIe siècle un sens philosophique analogue. Ainsi Blaise Pascal lui consacre quelques lignes devenues célèbres dans ses Pensées éditées en 1669, n’hésitant pas à y voir un reflet inversé de l’infini de l’Univers : 

« Qu'est-ce qu'un homme dans l'infini ? Qui le peut comprendre ? Mais pour lui présenter un autre prodige aussi étonnant, qu'il recherche dans ce qu'il connaît les choses les plus délicates. Qu'un ciron, par exemple, lui offre dans la petitesse de son corps des parties incomparablement plus petites, des jambes avec des jointures, des veines dans ces jambes, du sang dans ces veines, des humeurs dans ce sang, des gouttes dans ces humeurs, des vapeurs dans ces gouttes. Que divisant encore ces dernières choses, il épuise ses forces, et ses conceptions ; et que le dernier objet où il peut arriver soit maintenant celui de notre discours. Il pensera peut-être que c'est là l'extrême petitesse de la nature,,. »

 Une citation à laquelle Jean-Paul Sartre fait référence en 1943 dans sa pièce de théâtre Les Mouches : « Rentre en toi-même, Oreste : l'univers te donne tort, et tu es un ciron dans l'univers, ». Jean de La Fontaine évoque également l'acarien sous cet angle dans deux de ses fables : La Besace en 1678 et La Souris métamorphosée en fille en 1679, où il écrit : « Dame fourmi trouva le ciron trop petit, Se croyant, pour elle, un colosse, ». En 1768, Voltaire fait aussi allusion à l'insignifiance du ciron dans une lettre à Mme du Deffand : 

« La nature se moque des individus : pourvu que la grande machine de l'univers aille son train, les cirons qui l'habitent ne lui importent guère,. »

 Enfin, en 1856, Victor Hugo en fait également un symbole de la petitesse : 

« Sache que tout connaît sa loi, son but, sa route ; Que, de l'astre au ciron, l'immensité s'écoute ; Que tout a conscience en la création… »

## Identité du ciron de Pascal

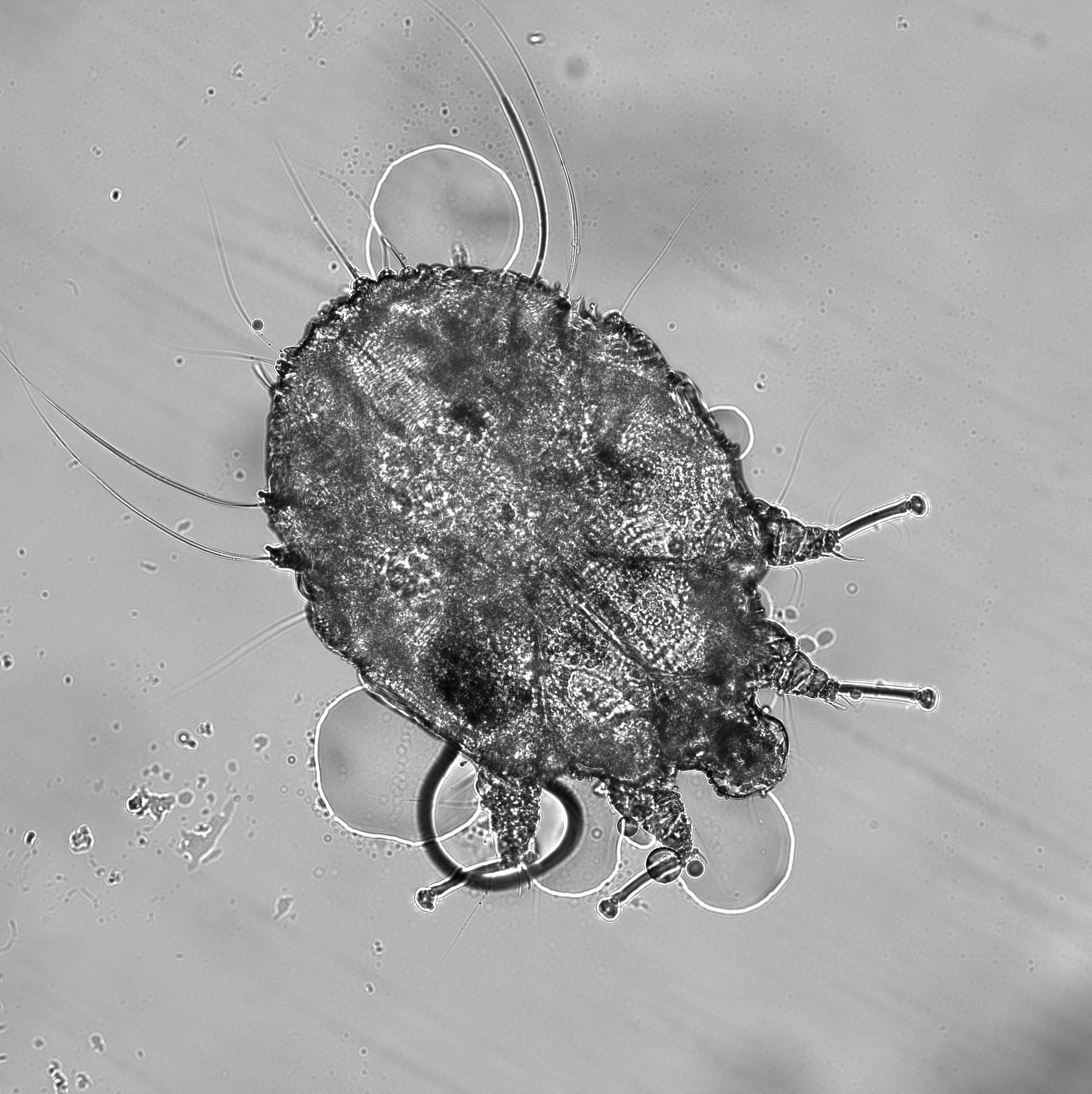
Sarcoptes scabiei, agent pathogène de la gale.

La phrase de Blaise Pascal évoquant le ciron comme un reflet inversé de l’infini de l’Univers est abondamment citée dans les ouvrages récents. Que ce soient des journaux, des manuels scolaires, des revues médicales, des ouvrages de philosophie, des pamphlets politiques ou des revues naturalistes, tous font référence au ciron de Pascal comme étant le Ciron de la farine. Cependant, en se basant sur les dictionnaires et encyclopédies des XVIe et XVIIe siècles, les travaux de Henri M. André démontrent que l'acarien de Pascal est une histoire ancienne impliquant deux espèces différentes, l’acarien du fromage, Acarus siro, et l'acarien de la gale, Sarcoptes scabiei. La première se situe dans un usage populaire du terme « ciron » lié au francique « seurō » déjà utilisé au XIIe siècle par Hildegarde de Bingen et la deuxième se situe dans une approche médicale qui se réfère au mot latin « syrones » et fait remonter son histoire à Trotula de Salerne également au XIIe siècle. Pourtant, les deux tendances sont fondées sur la même étymologie. Outre les arguments linguistiques, la morphologie visible à travers les dessins de l'époque montrant des écailles et des épines caractéristiques, l’évocation de l'habitat de l'acarien dans certains ouvrages, à savoir la peau, ainsi que la taille plus petite du Sarcopte, plaident en faveur de l'acarien de la gale. Les deux notions sont par exemple bien différenciées dans l'Encyclopédie éditée par Diderot et d'Alembert car elle comporte deux entrées différentes : la première entrée dite sciences naturelles, rédigée par Daubenton, concerne les deux espèces tandis que la seconde dite médecine, composée par Venel, ne traite que de l'acarien de la gale. En définitive, le ciron de Latreille n'est pas celui de Pascal.

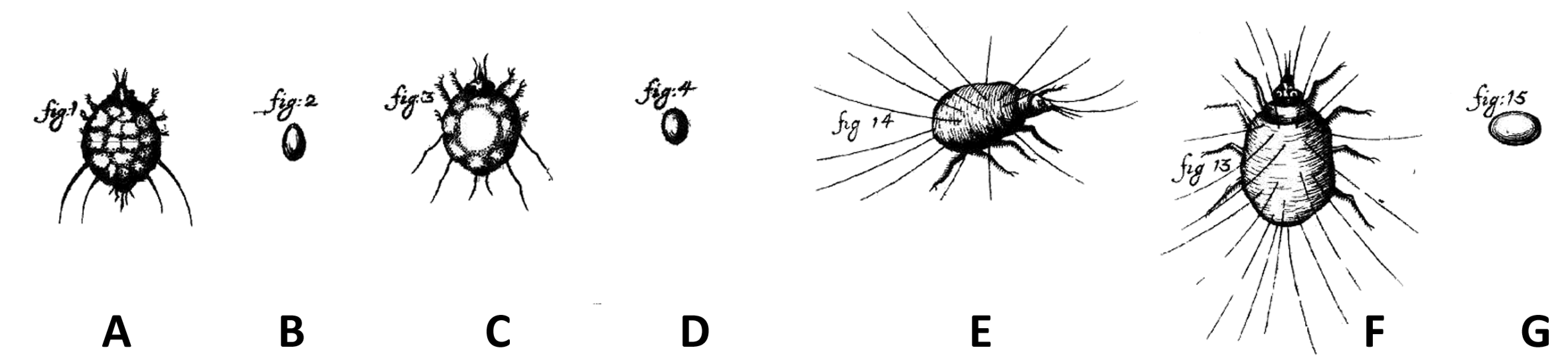
Comparaison entre Sarcoptes scabiei (A-D) et Acarus siro (E-G) - illustration de Giovanni Cosimo Bonomo (1687).